# Chris Mochrie
Christopher „Chris“ Robert Mochrie (* 7. April 2003 in Dundee) ist ein schottischer Fußballspieler, der zuletzt bei Dundee United unter Vertrag stand. Er ist der Jüngste je eingesetzte Spieler in der ersten Mannschaft von Dundee United in der Vereinsgeschichte, als er mit 16 Jahren und 27 Tagen gegen Greenock Morton debütierte.

## Karriere

### Verein
Chris Mochrie begann seine Karriere beim Logie Harp Boys Club im gleichnamigen Stadtbezirk in Dundee. Ab seiner Jugendzeit spielte er für Dundee United. Am 4. Mai 2019 gab Mochrie sein Debüt als Profi in der ersten Mannschaft von Dundee im Alter von 16 Jahren und 27 Tagen, womit er zum jüngsten je eingesetzten Spieler in der Vereinsgeschichte wurde. Bei der 0:1-Niederlage gegen Greenock Morton am letzten Spieltag der Zweitligasaison 2018/19 wurde er in der 67. Spielminute für Logan Chalmers eingewechselt. In der folgenden Saison stieg er mit dem Verein als Meister in die Scottish Premiership auf. Der offensive Mittelfeldspieler kam dabei viermal zum Einsatz. Im Oktober 2020 wurde er dann bis zum Saisonende an den Drittligisten FC Montrose verliehen.

### Nationalmannschaft
Im Zeitraum zwischen 2018 und 2019 spielte Chris Mochrie siebenmal in der schottischen U16-Nationalmannschaft. Dabei gelang ihm ein Tor gegen Nordirland. Im Oktober 2019 debütierte er in der U17 gegen Armenien, für die er gleich im ersten Spiel in dieser Altersklasse ein Tor erzielte.